# Liste d'œuvres littéraires traitant des dictatures militaires dans les pays latino-américains au XXe siècle
Cet article présente, par pays concerné, une liste d’œuvres littéraires traitant des dictatures militaires dans les pays latino-américains au XXe siècle.

## Argentine

### Romans
Œuvres en français :  
- Julio Cortàzar, conte La deuxième fois en Façons de perdre (“Alguien que anda por ahí”), Gallimard, L’imaginaire, 2014
- Antonio Dal Masetto, Deux hommes à l'affût (“Hay unos tipos abajo”), Éditions du Seuil, 2001 -  (ISBN 978-2020383974)
- Elsa Osorio, Luz ou le temps sauvage, éditions Métailié, 2002
- Elsa Osorio, Sept nuits d'insomnie, éditions Métailié, 2010
- Elsa Osorio, Double fond, éditions Métailié, 2018
- Nathan Englander,  Le ministère des Affaires spéciales (“Ministerio de Casos Especiales”), éd. 10 X 18, 2010 -   (ISBN 978-2264050007)
- Martín Kohan, Sciences morales (“Ciencias morales”)', Éditions du Seuil, 2010 -  (ISBN 978-2020978644)
- Ernesto Mallo, L'aiguille dans la botte de foin, Rivages, 2009 -  (ISBN 978-2743620004)
- Laura Pariani, Quand Dieu dansait le tango, Flammarion, 2004  (ISBN 978-2080683939)
- Luis Sepúlveda, Les Roses d'Atacama, Le Grand livre du mois, 2001; éd. Anne-Marie Métailié , 2001  (ISBN 978-2864243878)
- Osvaldo Soriano, Jamais plus de peine ni d'oubli, Grasset, 2003,  (ISBN 978-2246584117)
- Osvaldo Soriano, Quartiers d'hiver, Grasset, 1996,  (ISBN 978-2246528111)
- Morris West, Protée, Fayard, 1978

Œuvres en autres langues :  
- (it) Massimo Carlotto, Il giorno in cui Gabriel scoprì di chiamarsi Miguel Angel, Edizioni EL, 2005 -  (ISBN 978-8847716322)
- (es) Alicia Kozameh, Pasos bajo el agua, Contrapunto, Buenos Aires, 1987; (it)Passi sotto l’acqua, et al. edizioni, 2013
- (it) Stefano Medaglia, Tango Irregolare, Editoriale Fernando Folini, 2013 -  (ISBN 978-8872660935)
- (it) Raoul Precht, Senza tracce, muto, come affonda una nave, Foschi, 2008

### Essais, reportages et témoignages
En français :  
- Carlos Amorin, Sara ou le combat d'une mère. Argentine-Uruguay. Quand la dictature volait les enfants, Aael, 2005  (ISBN 978-2912580191)
- Pierre Bercis, Volver : 300 semaines pour 30 000 disparus pendant la dictature en Argentine 1976-1983, Cerf, 2013 -  (ISBN 978-2204100465)
- Victoria Donda,  Moi, Victoria, enfant volée de la dictature argentine, Robert Laffont, 2010 -   (ISBN 978-2221112090)
- Hugo Paredero, C'est comment, un souvenir ?: La dictature argentine racontée par les enfants qui l'ont vécue, Rue de l'échiquier, 2012,  (ISBN 978-2917770344)
- Marie-Monique Robin, Escadrons de la mort, l'école française, La Découverte, 2004  (ISBN 2707141631)
- Nadia Tahir, Argentine : Mémoires de la dictature, PU Rennes, 2015 -  (ISBN 978-2753534759)
- Horacio Verbitsky,  El Vuelo. La guerre sale en Argentine, Dagorno, Paris, 1995

En autres langues :  
- (it) Munù Actis, Cristina Aldini, Liliana Gardella, Miriam Lewin, Elisa Tokar, Le reaparecide, Stampa Alternativa, 2005 -  (ISBN 978-8872268674)
- Miguel Bonasso, (es) Recuerdo de la Muerte.Puntosur, Buenos Aires, 1988 -   (ISBN 950-9889-04-0) (it) Ricordo della morte, il Saggiatore, 2012 -  (ISBN 978-8856502626)
- (it) Enrico Calamai, Niente asilo politico. Diplomazia, diritti umani e desaparecidos, Éditions Feltrinelli, 2006 -  (ISBN 978-8807819124)
- (it) Massimo Carlotto, Le irregolari. Buenos Aires Horror Tour, Edizioni e/o, 1998 -  (ISBN 88-7641-337-5) (OCLC 39023558)
- Ouvrage collectif, (es)Nosotras, presas políticas, Nuestra America, 2006; (it)Memoria del buio, opera collettiva di 112 prigioniere politiche argentine, Sperling & Kupfer, 2008

* (es) Daniel Kon, Los chicos de la guerra. Hablan los soldatos que estuvieron en Malvinas, Galerna, 1982
- Claude Mary, (es)Laura Bonaparte: Una Madre De Plaza De Mayo Contra El Olvido, Marea, 2010; (it) Una voce argentina contro l'impunità. Laura Bonaparte, una Madre de Plaza de Mayo, 24marzo Onlus, 2012
- (it) Daniela Padoan, Le pazze. Un incontro con le madri di Plaza de Mayo, Bompiani, 2005 –  (ISBN 978-8845233470)
- María Seoane et Héctor Ruiz Nuñez, (es) La noche de los lápices, Sudamericana, 2005; (it) La notte dei lapis, Editori riuniti, 1987, édité par Alessandra Ricco, préf. de Pietro Folena,  (ISBN 978-8835930716)
- (es) Claudio Tamburrini, Pase libre. La fuga de la Mansión Seré, Ed. Continente, Buenos Aires, 2002 -  (ISBN 9789507540943)
- (it) Roberto Turrinunti, Estanislao Kowal. Argentina 1976-1983. Il dramma di un desaparecido romagnolo, Il Ponte Vecchio, 2011
- Horacio Verbitsky, (es)El silencio: de Paulo VI a Bergoglio: las relaciones secretas de la Iglesia con la ESMA, Sudamericana, 2005; (it)L'isola del silenzio. Il ruolo della Chiesa nella dittatura argentina, Fandango Libri, 2006  (ISBN 978-88-6044-004-4)

## Chili

### Romans
Œuvres en français :  
- Isabel Allende, La Maison aux esprits, Le Livre de Poche, 1986 -  (ISBN 978-2253038047)
- Isabel Allende,  D'amour et d'ombre, Le Livre de Poche, 1987-  (ISBN 978-2253041757)
- Isabel Allende,  Mon pays réinventé , Grasset, 2003, –  (ISBN 978-2246654414)
- Guillermo Atías, Le Sang dans la rue, Rupture, 1978, -  (ISBN 2-86220-007-7), réédition Arcantère, 1989,  (ISBN 2-86829-036-1)
- Felipe Becerra Calderón, Chiens féraux, Anne Carrière, 2011
- Maïté Bernard, Nîmes – Santiago, Le Passage, 2004
- Gaetaño Bolán, La Boucherie des amants, Le Livre de Poche, 2011, -  (ISBN 978-2253134206)
- Roberto Bolaño, Nocturne du Chili , Christian Bourgois Éditeur, 2007
- Roberto Bolaño, Étoile distante, Christian Bourgois Éditeur, 2006
- Ariel Dorfman, La Jeune Fille et la Mort, Actes Sud-Papiers, 1999
- Nona Fernández, La quatrième dimension (La otra dimensión), Stock, 2018,  –  (ISBN 978-2-234-08372-1)
- Pedro Lemebel, Je tremble, ô matador, Éditions Denoël, 2004 –  (ISBN 978-2207253588); éd 10-18, 2007
- Gabriel García Márquez, L'Aventure de Miguel Littín, clandestin au Chili, LGF - Livre de Poche, 1988 –  (ISBN 978-2253047940)
- María Isabel Mordojovich, Piedras Blancas, les tortionnaires du dictateur, Éditions Ovadia, 2018 -  (ISBN 978-2-36392-270-0)
- Ángel Parra, Mains sur la nuque, Éditions Métailié, 2007
- Luis Sepúlveda, La fin de l'histoire, Éditions Métailié, 2017 -  (ISBN 979-10-226-0604-2)
- Antonio Skármeta, Les Jours de l'arc-en-ciel, (“Los días del arco iris”), Points, 2014 –  (ISBN 978-2757838501)
- Thomas Hauser, Missing – Le porté disparu..., France Loisirs, 1982   (ISBN 978-2724214406)
- José Leandro Urbina, Longues distances (“Cobro revertido”), Lanctot, Montréal, 1996

Œuvres en autres langues :  
- (es) Carlos Cerda, Morir en Berlín, Santiago, 1993
- (es) Carlos Cerda, Una casa vacía, Santiago, 1996
- (es) Ana María del Rio, Tiempo que ladra, North-South Center, University of Miami, 1991
- (es) Arturo Fontaine, La vida doble, Tusquets, Barcellona, 2010   (ISBN 978-84-8383-243-1)
- (es) Juan Forch, Las dos orillas del Elba, Penguin Random House Grupo Editorial Chile, 2012
- Alberto Fuguet, (es)Las peliculas de mi vida, Editorial Alfaguara, 2003; (it)I film della mia vita, Marcos y Marcos, Milano, 2004 –  (ISBN 978-88-71683997)
- Marcela Serrano, (es)Nosotras que nos queremos tanto, Los Andes, Santiago, 1991; (it)Noi che ci vogliamo così bene, Feltrinelli, Milano, 1996 -  (ISBN 978-88-07882999)
- Marcela Serrano, (es)Hasta siempre, mujercitas, Planeta, 2004; (it)Arrivederci piccole donne, Feltrinelli, Milano, 2004 –  (ISBN 978-88-07819148)
- Marcela Serrano, (es)Lo que está en mi corazón, Planeta, 2001; (it)Quel che c'è nel mio cuore, Feltrinelli, Milano, 2002 –  (ISBN 978-88-07817731)
- Alejandro Zambra, (es)Formas de volver a casa, Anagrama, Barcelona, 2011; (it) Modi di tornare a casa, Mondadori, 2013 –  (ISBN 978-88-04615125)
- (it) Paola Zannoner, Il vento di Santiago, Mondadori, 2000 –  (ISBN 978-88-04629726)

### Poésie
- José Ángel Cuevas, Efectos personales y dominios públicos, 1979; Album del ex-Chile, 2008
- Rodrigo Lira, 4 tres cientos sesenta y cincos y un 366 de onces
- Juan Luis Martínez
- Enrique Lihn, París, situación irregular, 1977
- Diego Maquieira, La Tirana, 1983
- Raúl Zurita, Canto a mi amor desaparecido
- Nicanor Parra, Sermones y prédicas del Cristo de Elqui, 1977; Hojas de Parra, 1985

### Essais, reportages et témoignages
En français
- Ouvrage collectif, Chili, le dossier noir, Gallimard, 1974  (ISBN 978-2070290420); éd. 1999  (ISBN 978-2070755752)
- Luz Arce, L'Enfer. Terreur et survie sous Pinochet. Ed Les petits matins, 2013 -  (ISBN 978-2363830975)
- Rémy Bellon et Dominique Rizet, Le Dossier Pinochet, tortures, enlèvements, disparitions, implications internationales, Michel Lafon, 2002  (ISBN 978-2840987918)
- Catherine Blaya, Femmes et dictatures : être chilienne sous Pinochet, ESF Éditeur, 2000 -  (ISBN 978-2710113782)
- John Dinges (en), Les années Condor, La Découverte, 2008 -  (ISBN 978-2707154521)
- Ariel Dorfman, Exorciser la terreur : l'incroyable interminable procès du général Augusto Pinochet, Grasset & Fasquelle, 2003 –  (ISBN 978-2246657415)
- Pierre Dupuy, Chili 1967- 1973 Témoignage d'un prêtre ouvrier ou Le noir et le rouge, 2000- L'harmattan -  (ISBN 2-7384-8854-4)
- Antonia García Castro, La mort lente des disparus au Chili : sous la négociation civils-militaires : 1973-2002, Maisonneuve & Larose, 2002 –  (ISBN 978-2706816406)
- Juan Guzmán Tapia, Au bord du monde: Les mémoires du juge de Pinochet. Les Arènes 2003   (ISBN 978-2912485526)
- Frédéric Ploquin, Maria Poblete : La colonie du docteur Schaefer : une secte nazie au pays de Pinochet. Éd. Fayard, 2004 -  (ISBN 9782213647388)
- Anne Proenza et Teo Saavedra, Les évadés de Santiago, Seuil, 2010, préface d’Olivier Duhamel –  (ISBN 978-2020826907)
- Katia Reszczynski, Paz Rojas et Patricia Barcelo, Torture et résistance au Chili, L'Harmattan, 1984,  (ISBN 2-85802-360-3); éd. 2004  (ISBN 978-2858023608)
- Marie-Noëlle Sarget, Histoire du Chili de la conquête à nos jours, L'Harmattan, 1996 –  (ISBN 978-2738445933)
- Luis Sepúlveda, La folie de Pinochet, Anne-Marie Métailié, 2003–  (ISBN 978-2864244745)

En autres langues :  
- (es) Nubia Becker, Una mujer en Villa Grimaldi, Pehuén Editores, 2011
- (it) Sergio Bitar, Dawson Isla 10, Sandro Teti editore, 2015 –  (ISBN 978-8888249643)
- (es) Ascanio Cavallo, Manuel Salazar e Óscar Sepúlveda, La Historia Oculta del Régimen Militar, Editorial Sudamericana, Santiago, 1998 -  (ISBN 956-262-061-1)
- (es) Óscar Contardo, Volver a los 17: recuerdos de una generación en dictadura, Editoriale Planeta, 2013  (ISBN 9789562477680)
- (es) Adolfo Cozzi, Estadio Nacional, Editorial Sudamericana, Santiago, 2000
- (es) Adolfo Cozzi, Chacabuco: Pabellón 18, Casa 89, Editorial Sudamericana, Santiago, 2001
- (es) Carlos Huneeus, El régimen de Pinochet (Crónicas y testimonios) , Santiago, éd. Sudamericana, 2000 -  (ISBN 978-9562621267)
- (it) Paolo Hutter, Diario dal Cile 1973 - 2003, Il Saggiatore, Milano, 2004, préface de Jaime Riera Rehren
- (es) Alfredo Joignant et Patricio Navia, Ecos Mundiales del Golpe de Estado. Escritos sobre el 11 de Septiembre de 1973, Ediciones Universidad Diego Portales, Santiago, 2013
- (it) Theo Klomberg, Rimango con il mio popolo : la vicenda di un prete nella Resistenza clandestina sotto la dittatura di Pinochet, La Piccola editrice, 1993 -  (ISBN 978-8872585023)
- (it) Max Marambio, Le armi di ieri, Mondadori, Milano, 2010
- (it) Patricia Mayorga, Il condor nero. L'internazionale fascista e i rapporti segreti con il regime di Pinochet, Sperling & Kupfer, 2003, préface de Italo Moretti et de Gianni Cipriani -   (ISBN 978-8820035556)
- (it) Luís Muñoz, Luís : una voce sopravvissuta a Pinochet, Baldini Castoldi Dalai, 2008
- (es) Margarita Serrano et Ascanio Cavallo, Golpe 11 de Septiembre de 1973, Aguilar, 2003
- (it) Hernán Valdés, Tejas Verdes: diario di un prigioniero di Pinochet, Bompiani, 1977
- (it) Patricia Verdugo, Gli artigli del puma, Sperling & Kupfer, 2006, préface de Italo Moretti -  (ISBN 978-8820037789)
- (it) Patricia Verdugo, Calle Bucarest 187, Santiago del Cile, Dalai, 2005 -  (ISBN 978-8884905772)